# Lotteriedukat
Der Lotteriedukat, auch Lotteriedukaten, war eine goldene Gedenkmünze in Dukatengröße von etwa 3,49 Gramm.
Die Ausgabe erfolgte durch Kurfürst Karl Theodor (1743–1799) im Jahr 1767 in Mannheim. Das Prägungs- oder Ausgabejahr steht aber nicht auf der pfälzisch-kurfürstlichen Münze. Anlass der Ausgabe war das Andenken an die Einrichtung der Mannheimer Lotterie (Zahlenlotterie). Die Auflagenhöhe soll bei etwa 1000 Stück gelegen haben, die für Kleingewinne verwendet wurden. Es folgte recht bald die Einschmelzung und diese führte zur Seltenheit.
Die Münze zeigt auf der Vorderseite die Büste des Kurfürsten nach rechts blickend mit Zopf und auf der Rückseite Fortuna, die unbekleidete Göttin des Glücks, ein geblähtes Segel über sich haltend und auf der Weltkugel stehen. Umlaufende Schrift im Avers: Car. Theodor D.G.C.P.R.S.R.I.A.T und unter dem Bildnis: Hoc Auspice. Im Revers unter der Fortuna steht: Hac Favente und als Umschrift Industriae Sors.